# Hermann Temmel
Hermann Temmel  (* 24. September 1825 in Groß Strehlitz, Kreis Groß Strehlitz, Provinz Schlesien; † 3. Januar 1898 in Frankfurt (Oder)) war ein deutscher Schauspieler, Regisseur und Theaterdirektor.

## Leben und Wirken
Hermann Temmel spielte seit 1849 in Theatern in Schlesien, danach in Dresden, Halle (Saale), Dessau, Würzburg, Berlin (Königstädtisches Theater), Riga, Altona, Hamburg, Köln und Düsseldorf. 1866 war er in Mainz als erster Komiker angestellt, 1867 war er in Magdeburg.
Seit 1873 war Hermann Semmel als Schauspieler und Regisseur am neu eröffneten staatlich konzessionierten Stadttheater in Straßburg im kürzlich besetzten Elsass tätig. 1884 übernahm er dort die Leitung als Theaterdirektor. 1886 ging  das Theater in städtischen Besitz  über. Seit 1887 war Hermann Temmel Theaterdirektor am Stadttheater in Frankfurt/Oder. 1898 starb er dort. 
Hermann Temmel spielte als Schauspieler vor allem dramatische und komische Rollen.